# Desterronar
Se denomina desterronar a la operación de desbaratar los terrones que levanta el arado o cualquier otro instrumento. 
Siempre que se labra cuando la tierra está muy húmeda se levantan terrones, que cuesta mucho trabajo dividir si no se tiene cuidado de pasar la grada luego al punto, principalmente si sobreviene sequedad después de haber llovido mucho. Si el ganado pasa con frecuencia por encima de un campo húmedo se aprieta la tierra y dividirla y prepararla para la siembra cuesta tres veces más trabajo y cuidado.
Para deshacer los terrones es preciso pasar muchas veces la grada y no los rodillos porque estos los entierran por poco duros que estén. Pero cuando ni aun con gradas se consigue este efecto, los deshacen los jornaleros dándoles golpes con el revés del azadón manejado al aire. Estas operaciones muchas veces indispensable en los trigos y casi siempre muy útil para los prados de alfalfa, trébol, etc. porque una simiente tan fina como la de estas plantas se ahogaría y no germinaría debajo de un terrón de doce a quince centímetros de diámetro. La alfalfa, el pipirigallo y el trébol se siembran para muchos años y si no se hace bien la operación al principio, se sentirá después no haber tomado las precauciones esenciales para que prevalezcan.